# 2012 en journalisme
Cet article présente les faits marquants de l'année 2012 en journalisme.

## Évènements
- Création du site d'information parodique Le Gorafi[1].
- décembre : début de l'affaire Cahuzac à la suite de révélations de Mediapart.